# Neumagen-Dhron (Verbandsgemeinde)
Neumagen-Dhron é uma Verbandsgemeinde do distrito de Bernkastel-Wittlich, Renânia-Palatinado, Alemanha. A sede é o município de Neumagen-Dhron.
A Verbandsgemeinde Neumagen-Dhron consiste nos seguintes municípios:
1. Minheim
2. Neumagen-Dhron
3. Piesport
4. Trittenheim